# Sharn Wordley
 (février 2018).
Sharn Wordley (né le 8 juin 1974 à Wellington) est un cavalier néo-zélandais de saut d'obstacles.
Il participe aux Jeux olympiques d'été de 2008 à Pékin, où il abandonne dans l'épreuve individuelle et où, en équipe avec Bruce Goodin, Katie McVean et Kirk Webby, il finit douzième de l'épreuve par équipes.